# Thomas Henry Moray
Thomas Henry Moray (Salt Lake City, 28 augustus 1892 – Salt Lake City, 18 mei 1974) was een Amerikaanse uitvinder van vrije energie apparaten.
Moray ontving een doctoraat in de elektrotechniek aan de Universiteit van Uppsala en ontwikkelde wat hij noemde de "Moray Valve" - een apparaat voor het extraheren van "stralende energie" uit de "energiegolven van het heelal", waarvan hij dacht dat het een onuitputtelijke energiebron kon zijn. 
In de jaren 1930 meldde Moray dat hij en zijn familie was bedreigd en beschoten bij verschillende gelegenheden en zijn laboratorium geplunderd om zijn vrije energie-onderzoek en publieke demonstraties te stoppen.